# Монфальконе
Монфальконе, інколи Торжич (італ. Monfalcone, вен. Monfalcon, словен. Tržič) — муніципалітет в Італії, у регіоні Фріулі-Венеція-Джулія,  провінція Гориція.
Монфальконе розташоване на відстані близько 450 км на північ від Рима, 28 км на північний захід від Трієста, 17 км на південний захід від Гориції.
Населення — 28 122 особи (2014).
Щорічний фестиваль відбувається 21 листопада. Покровитель — Madonna della salute.

## Демографія
Населення за роками:

Станом на 1 січня 2023 року в муніципалітеті офіційно проживало 8988 іноземців з 85 країн, серед них 2083 громадяни країн Євросоюзу та 132 громадяни України.

## Уродженці
- Сімоне Пафунді (*2006) — італійський футболіст, півзахисник, нападник, нападник.

## Сусідні муніципалітети
- Добердо-дель-Лаго
- Дуїно-Ауризіна
- Ронкі-дей-Леджонарі
- Старанцано